# Proclitus floridanus
Proclitus floridanus är en stekelart som beskrevs av Dasch 1992. Proclitus floridanus ingår i släktet Proclitus och familjen brokparasitsteklar. Inga underarter finns listade i Catalogue of Life.